# Mähnenrobbe
Die Mähnenrobbe (Otaria flavescens, Syn.: Otaria byronia), auch Patagonischer Seelöwe oder Südamerikanischer Seelöwe, ist eine südamerikanische Art der Ohrenrobben.

## Merkmale
Die Männchen werden bis zu 2,50 m groß und bis zu 500 kg schwer. Sie sind oberseits dunkelbraun und unterseits gelblichbraun gefärbt. Die namengebende Mähne hebt sich etwas heller ab, ist aber eigentlich keine Besonderheit dieser Robbe, sondern auch bei anderen Ohrenrobben präsent. Kühe werden dagegen nur zwei Meter lang und erreichen ein Gewicht von 140 kg. Sie sind von hellbrauner Farbe und haben oft große, unregelmäßige Flecken, die über den ganzen Körper verteilt sind.

## Verbreitung

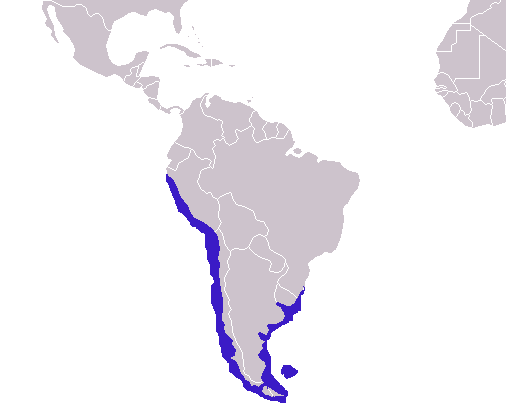
Verbreitungsgebiet

Das Verbreitungsgebiet erstreckt sich entlang der Pazifikküste Südamerikas von Peru bis Feuerland und entlang der Atlantikküste bis nach Südbrasilien. Im Südatlantik gibt es zudem eine Kolonie auf den Falklandinseln. Wandernde Einzeltiere wurden weitab von den Kolonien auf den Galápagos-Inseln und vor der Küste Brasiliens gesehen, doch waren dies sehr seltene Ausnahmefälle. In den allermeisten Fällen bleiben diese Seelöwen in der Nähe ihrer Kolonien.

## Lebensweise
Das Fortpflanzungsverhalten ähnelt dem anderer Ohrenrobben: Die Bullen treffen vor den Kühen an der Küste ein und kämpfen um Territorien. In diesen Kämpfen stehen sich die Kontrahenten gegenüber und versuchen, einander zu beißen. Hierbei kommt es oft zu blutigen Verletzungen. Die schwächeren Männchen werden im Laufe dieser Auseinandersetzungen an den Rand der Kolonie gedrängt, während die stärksten die attraktiven Plätze in der Mitte beanspruchen. Wenn die Weibchen nachfolgen, gehören sie dem Harem des Bullen an, in dessen Territorium sie an Land gegangen sind. Ein Harem kann bis zu 18 Weibchen umfassen, zum Rand der Kolonie hin werden es weniger. Der Durchschnitt liegt allerdings bei nur drei Kühen je Bulle. Die Männchen sind ständig damit beschäftigt, Weibchen am Verlassen der Territorien zu hindern, wozu sie ihnen folgen und hierdurch wieder in Streit mit benachbarten Bullen geraten. Junge Bullen tun sich manchmal zu Gruppen von bis zu zehn Tieren zusammen, die regelmäßig in die Kolonie eindringen und versuchen, Weibchen zu entführen und sich mit ihnen zu paaren. Während der zwei bis drei Monate an Land bekommt ein Bulle kaum Schlaf und Nahrung.
Die Weibchen bringen nach einer Tragzeit von ca. 350 Tagen ein Junges zur Welt. Die Geburt findet gleich nach dem Landgang des Weibchens und kurz vor der erneuten Paarung mit einem Männchen statt.

## Bedrohung und Schutz

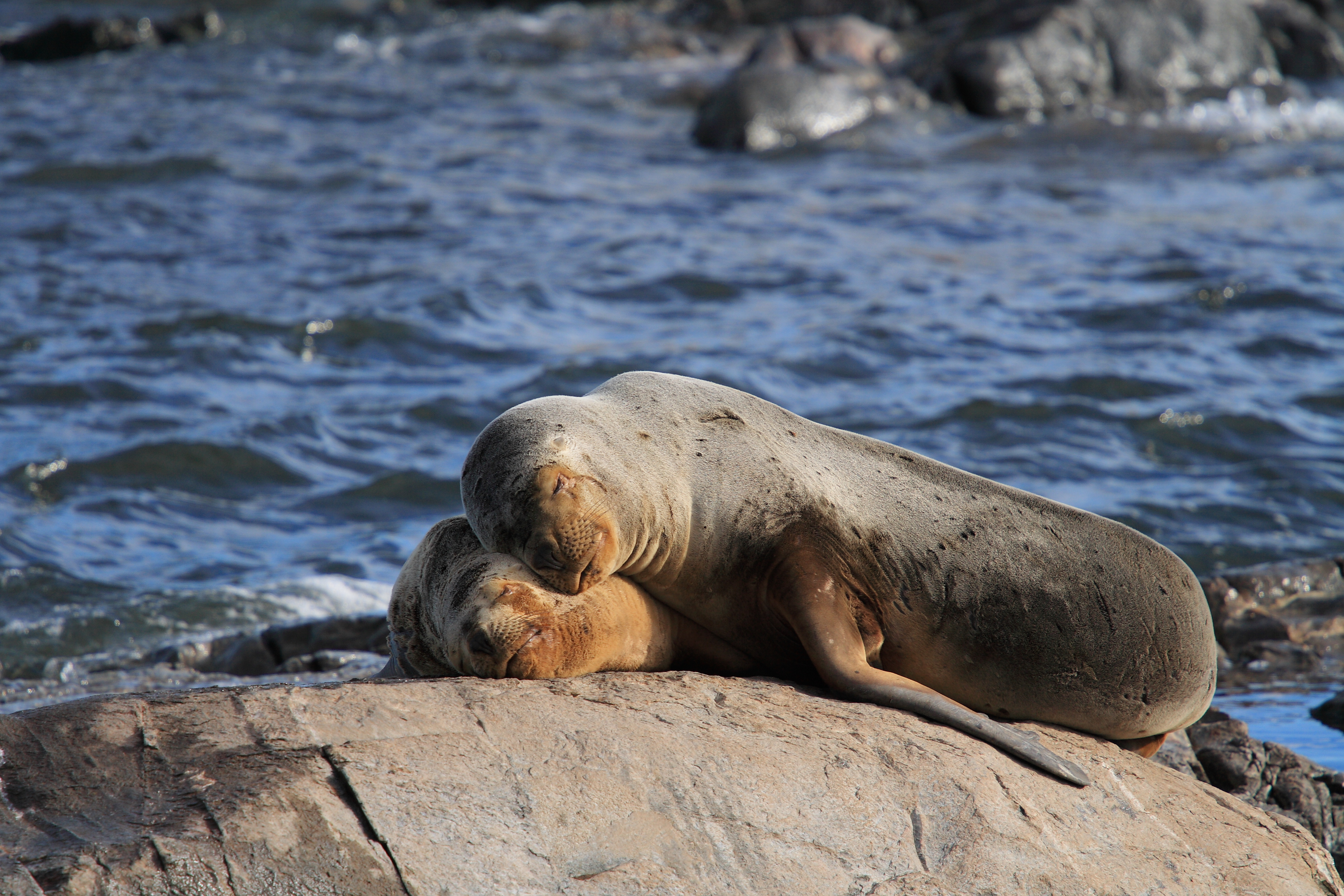
Muttertier mit Jungem

Für Leder und Tran wurden die Südamerikanischen Seelöwen in vergangenen Jahrhunderten massenhaft getötet, so dass die Population von mehreren Millionen auf einige Zehntausend zurückging. Heute gibt es wieder 270.000 Mähnenrobben, wobei die Bestände vor allem an den Küsten Argentiniens und Chiles beständig zunehmen, während es noch immer Rückgänge in Uruguay und auf den Falklandinseln gibt.

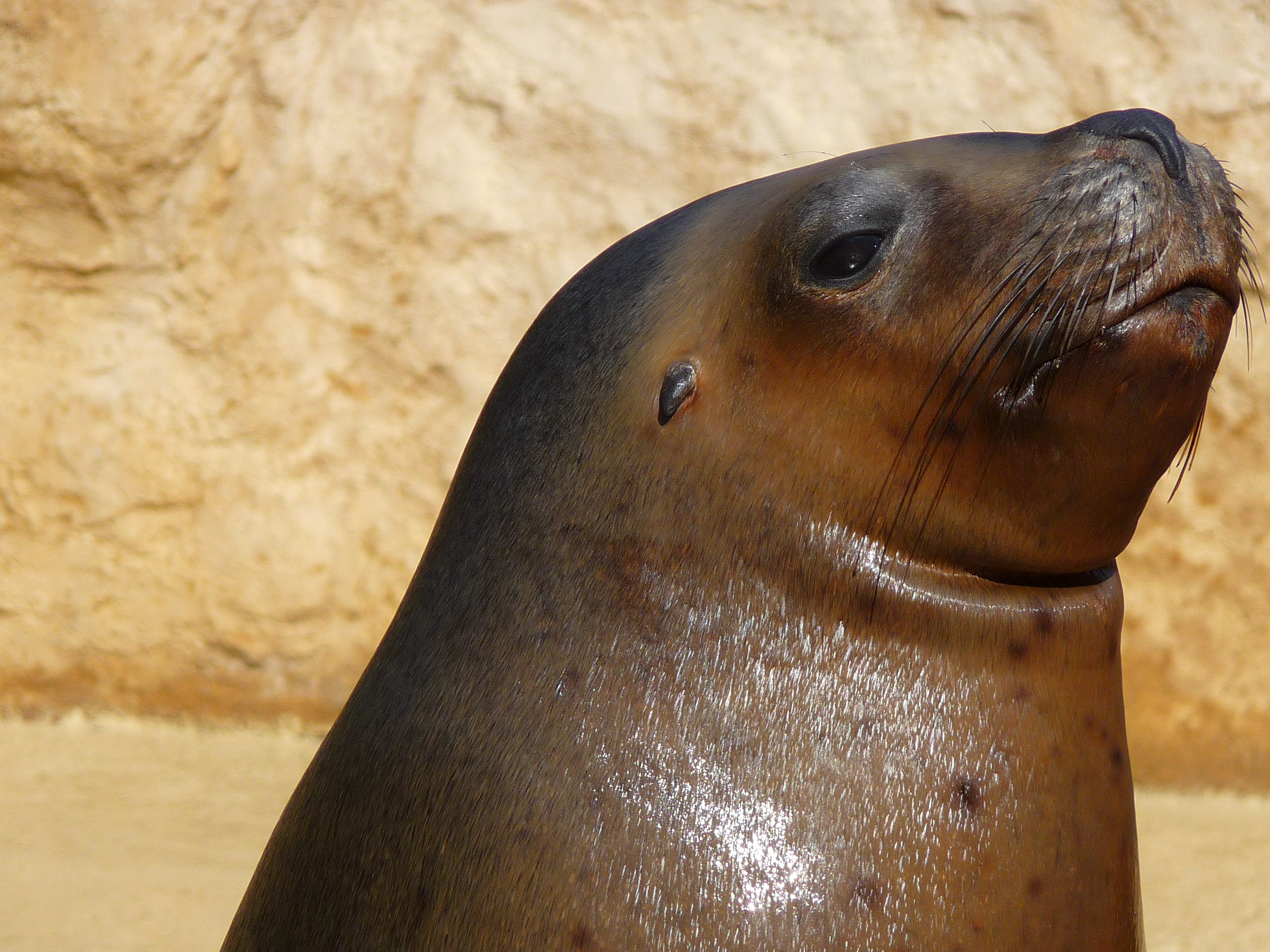
Mähnenrobbe (Otaria byronia) im Zoo Heidelberg

## Taxonomie
Für die Mähnenrobbe existieren gegenwärtig zwei wissenschaftliche Namen: Otaria byronia (Blainville 1820) und Otaria flavescens (Shaw 1800). Nach den Regeln des International Code of Zoological Nomenclature (ICZN) hat eigentlich der ältere Name Gültigkeit, dies wäre flavescens. Allerdings hat Shaw 1800 ein Jungtier beschrieben und als Phoca flavescens benannt, das von den Merkmalen nicht gut zur Mähnenrobbe passt, so dass manche Zoologen die Zuordnung zur Mähnenrobbe ablehnen und daher byronia für die Erstbeschreibung und damit den gültigen Namen halten. Beide Bezeichnungen haben ihre Befürworter, die den jeweils anderen Namen gerne als "veraltet" bezeichnen. Ein Schiedsspruch der International Commission on Zoological Nomenclature zur Klärung der Streitfrage steht zurzeit noch aus.
Der Artzusatz byronia ehrt den britischen Seefahrer John Byron.